# Cerodontha calamagrostidis
Cerodontha calamagrostidis este o specie de muște din genul Cerodontha, familia Agromyzidae, descrisă de Nowakowski în anul 1967.
Este endemică în Alberta. Conform Catalogue of Life specia Cerodontha calamagrostidis nu are subspecii cunoscute.